# 18785 Betsywelsh
18785 Betsywelsh è un asteroide della fascia principale. Scoperto nel 1999, presenta un'orbita caratterizzata da un semiasse maggiore pari a 2,2708864 UA e da un'eccentricità di 0,1485783, inclinata di 4,06397° rispetto all'eclittica.